# Lou Bogaert

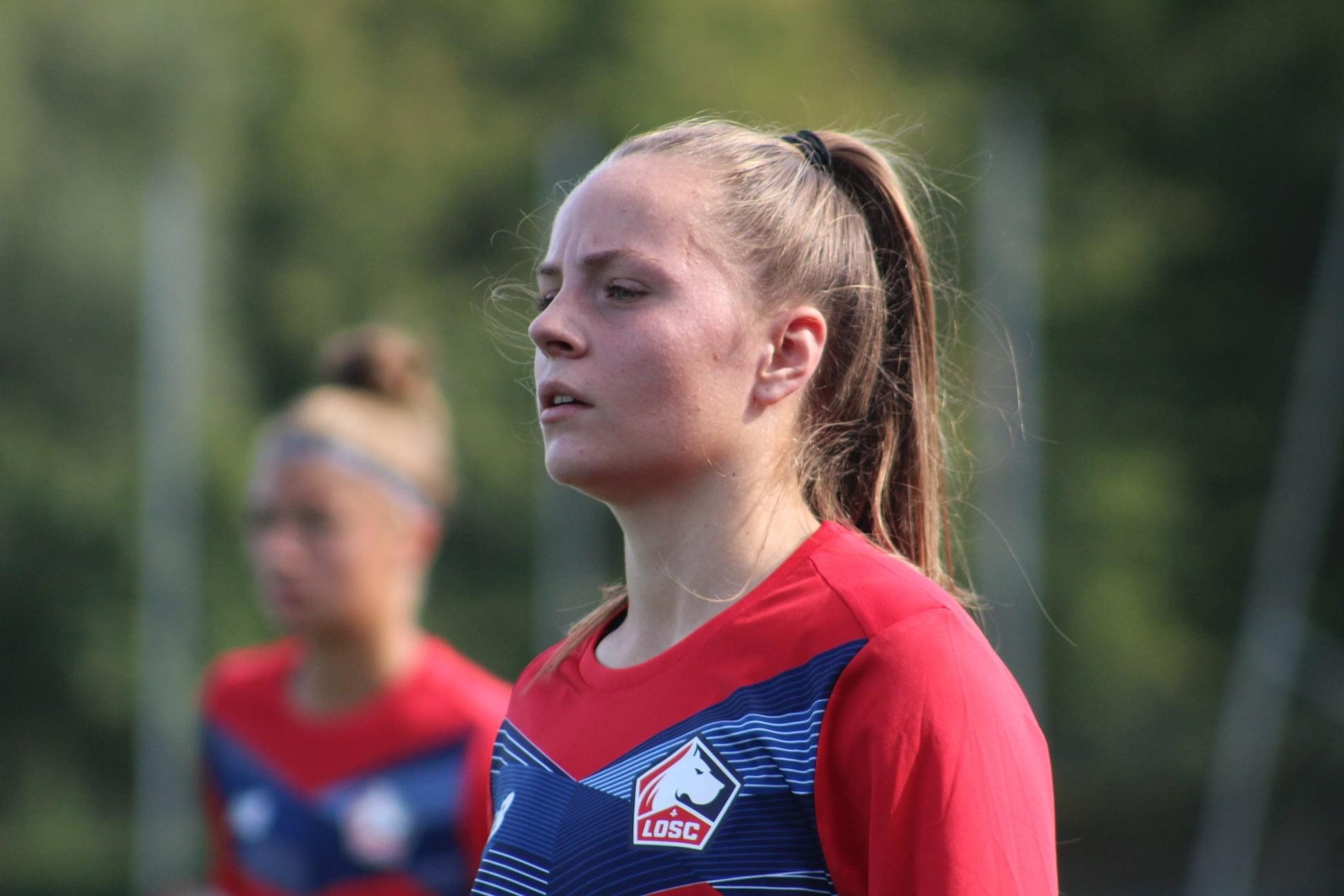
Lou Bogaert (2021)

Lou Valérie Bogaert (* 25. Juni 2004 in Villeneuve-d’Ascq) ist eine französische Fußballspielerin. Die Außenverteidigerin steht aktuell beim Paris FC unter Vertrag und spielt auch für die Nationalelf Frankreichs.

## Vereinskarriere
Lou Bogaert begann mit dem Vereinsfußball als gerade erst Sechsjährige in einer gemischtgeschlechtlichen Mannschaft eines Amateurklubs aus Lesquin, einem Nachbarort von Lille nahe der französisch-belgischen Grenze. Drei Jahre später zog es sie zum in derselben Region ansässigen Wasquehal Football, wo auch bereits ihr älterer Bruder spielte und es so der Mutter den „Fahrdienst“ zum Training und den Spielen erleichterte. Ab 2017 spielte sie beim Lille OSC. Für dessen erste Frauenelf kam sie mit 17 bereits zu 15 Punktspieleinsätzen in der zweiten Liga, erzielte dabei zudem zwei Tore. Ihr Debüt gab sie dort im Oktober 2021 auswärts bei Stade Brest.
Seit Saisonbeginn 2022/23 trägt Lou Bogaert, die sich selbst als „sehr perfektionistisch“ (très perfectionniste) und „eine harte Arbeiterin“ (une bosseuse) einschätzt, den Dress des Paris FC, an den sie vertraglich bis 2027 gebunden ist. Bei dem Spitzenklub der Division 1 Féminine entwickelte sie sich schnell zur Stammkraft auf der linken defensiven Außenbahn, seit Trainerin Sandrine Soubeyrand ihr im Januar 2023 beim Le Havre AC einen ersten Pflichtspieleinsatz ermöglichte. In ihren ersten beiden Spielzeiten in der Hauptstadt hat sie zudem bereits 14 Champions-League-Partien bestritten und wurde im Oktober 2024 auch zur A-Nationalspielerin (siehe unten). Im Mai 2025 gewann sie schließlich auch ihren ersten nationalen Titel, als die PFC-Frauen sich im Endspiel um die Coupe de France gegen die Lokalrivalinnen von Paris Saint-Germain durchsetzten.

### Stationen
- US Lesquin (2010–2013)
- Wasquehal Football (2013–2017)
- Lille OSC (2017–2022)
- Paris FC (seit 2022)

## Nationalspielerin
Lou Bogaert hat die Jahrgangs-Nationalauswahlen Frankreichs durchlaufen, allerdings erst ab der U-19. Mit dieser bestritt sie von 2021 bis 2023 17 Länderspiele (2 Treffer). Während der Europameisterschaft in Belgien, bei der die Französinnen ihren deutschen Altersgenossinnen im Halbfinale knapp unterlagen, stand sie in allen vier Endrundenbegegnungen in der Startelf.
2022 fand sie bei fünf Partien in der U-20 Frankreichs Berücksichtigung; darunter war ein Kurzeinsatz bei der  U-20-Weltmeisterschaft in Costa Rica.
2023 und 2024 gehörte Bogaert der U-23 ihres Landes in insgesamt fünf Freundschaftsspielen an, bei dreien in der Startformation.
Bei der französischen A-Nationalelf hat sie bisher sechs Länderspiele zu Buche stehen und darin noch keinen Treffer erzielt (Stand: 13. Juli 2025). Sie debütierte unter Nationaltrainer Laurent Bonadei im Oktober 2024 bei einer 1:2-Niederlage in Genf gegen die Schweiz. Der Trainer berief sie in der Saison 2024/25 ausnahmslos in seinen Spielerkader, wo sie sich zunächst noch mit der Rolle als Doppelung für Selma Bacha begnügen musste, und nahm sie 2025 auch in sein Aufgebot für die Europameisterschaft in der Schweiz auf.

## Palmarès
- Französische Pokalsiegerin: 2025

## Nachweise und Anmerkungen
1. ↑  Zweiter Vorname nach Lou Bogaerts Profil bei soccerdonna.de
2. 1 2  Interview Lou Bogaert : «Aujourd’hui, je suis la plus heureuse» vom März 2025 bei onzemondial.com
3. ↑  Spieldatenblatt der Partie in Brest vom 3. Oktober 2021 bei footofeminin.fr
4. ↑  Spieldatenblatt der Partie in Le Havre vom 21. Januar 2023 bei footofeminin.fr
5. ↑  Die statistischen Angaben zu ihren internationalen Einsätzen entstammen Bogaerts unter Weblinks angegebenen Datenblatt von der Site des Landesverbands FFF.

| Personendaten    | Personendaten                 |
| ---------------- | ----------------------------- |
| NAME             | Bogaert, Lou                  |
| ALTERNATIVNAMEN  | Bogaert, Lou Valérie          |
| KURZBESCHREIBUNG | französische Fußballspielerin |
| GEBURTSDATUM     | 25. Juni 2004                 |
| GEBURTSORT       | Villeneuve-d’Ascq, Frankreich |